# HLRE-4
Der HLRE-4 („Levante“) ist ein Hochleistungsrechnersystem für die Erdsystemforschung 4 (HLRE-4), welches seit dem 3. März 2022 im Deutschen Klimarechenzentrum (DKRZ) in Hamburg seinen Betrieb in der ersten Ausbaustufe aufgenommen hat.

## Technische Daten
HLRE-4 hat in der ersten Ausbaustufe
- 2.832 Rechnerknoten mit je
  - 2 Prozessoren vom Typ AMD 7763 zu je
    - 64 Prozessorkernen
    - 128 Threads

  - Hauptspeicher: 2.520 × 256 Gigabyte (GB), 294 × 512 GB, 18 × 1024 GB
- 60 Grafikprozessorknoten mit je
  - 2 Prozessoren vom Typ AMD 7713 zu je
    - 64 Prozessorkernen
    - 128 Threads
    - Hauptspeicher: 512 GB

  - 4 Grafikprozessoren (GPUs) vom Typ Nvidia A100 mit je
    - 6912 CUDA-Kernen
    - 432 Tensor-Kernen
    - GPU-Hauptspeicher: 56 × je 80 GB, 4 × je 40 GB
- 130 Petabyte Speicher auf einem Festplattensystem (Lustre)

Alle Angaben vom Eigentümer

## Rechenleistung
Die Rechenleistung des HLRE-4 beträgt bis zu 14 Peta-FLOPS auf den Rechnerknoten und zusätzlich 2,8 PetaFLOPS auf den Grafikprozessorknoten.